# 尤寧瓦利鎮區 (阿肯色州佩里縣)
尤寧瓦利鎮區（英語：Union Valley Township）是位於美國阿肯色州佩里縣的一個行政鎮區。

## 地方資料
尤寧瓦利鎮區的面積為23.64平方千米，當中陸地面積為23.61平方千米，而水域面積為0.03平方千米。根據2010年美國人口普查的數據，當地共有人口351人，而人口密度為每平方千米14.85人。